# Rudolf Josel
Rudolf Josel (* 24. Jänner 1939 in Graz) ist ein österreichischer Posaunist, der sowohl in der klassischen Musik als auch im Jazz hervorgetreten ist.

## Leben
Josel studierte Klavier, Cello und Posaune am Konservatorium von Graz. Bereits mit achtzehn Jahren arbeitete er als Posaunist des Grazer Philharmonischen Orchesters. Daneben spielte er im Fridl Althaller Sextet und bei den Serenaders II. 1960 gründete er sein Josel Trio; beim Österreichischen Amateur-Jazz-Festival 1962 in Wien erreichte es den ersten Platz und nahm im gleichen Jahr auch erfolgreich am Frankfurter Jazzfestival teil. Dann spielte er mit Friedrich Gulda und seinem Euro-Jazz-Orchester. 
Zwischen 1964 und 2000 war er erster Soloposaunist der Wiener Philharmoniker und des Wiener Staatsopernorchesters. 1994 wurde er als ordentlicher Professor für Posaune an die Universität für Musik und darstellende Kunst Wien berufen, wo er bis 2007 tätig war. Er schrieb international anerkannte Studienwerke und Etüden für Posaune, leitete Meisterkurse in Japan und Israel und ist international als Dozent bei Posaunenseminaren tätig.
Daneben war Josel als Solist in internationalen Kammermusikensembles tätig und ist außerhalb Europas auch in Australien, Japan und Nordamerika aufgetreten. Er führte speziell ihm zugedachte Posaunenkompositionen von Alfred Schnittke, Fritz Leitermeyer und weiteren Komponisten auf und setzte sich auch sonst für die zeitgenössischen und selten gespielten Werke für sein Instrument ein. So organisierte er 1986 die europäische Erstaufführung von Henry Brants Orbits für 80 Posaunen und Orgel in der Augustinerkirche Wien.
Zahlreiche Rundfunkmitschnitte und Schallplattenaufnahmen dokumentieren Josels Fähigkeiten sowohl als klassischer Musiker wie auch als Jazzsolist. Er war auch mit Hans Kollers Free Sound Big Band, der Band von Slide Hampton, mit Ernst Jandl und mit Jazzmusikern wie Teddy Ehrenreich, Fatty George, Dexter Gordon, J. J. Johnson, Albert Mangelsdorff, Sonny Stitt, Bill Watrous, Phil Wilson und den New Austrian Allstars zu hören. Auch heute ist er als Jazzposaunist mit verschiedenen Formationen, u. a. mit seinem Quintett, dem Ensemble von Michael Starch oder dem „Philharmonic Jazz Quartet“ international tätig.
Während seiner Aufenthalte in Salzburg zu den Salzburger Festspielen in den 1980er und 1990er Jahren dvjH erwarb er sich hohe Verdienste für die damals kärgliche Jazzszene in Salzburg und setzte wichtige "alternative Akzente" zur offiziellen Hochkultur. Rudi Josel bemühte sich besonders um die aufstrebenden jüngeren Salzburger wie Robert Hutya, Robert Kainar, Gottfried Stöger, Klaus Kircher oder Florian und Ferdinand Schmitzberger. Der "Jazz - Club Life" im "Hotel zum Hirschen" und später im "Urban - Keller", damals Salzburgs einzige Jazzinitiative, die internationale Spitzenmusiker nach Salzburg brachte, profitierte von Josels unentgeltlichem Engagement. Sessions im legendären "Mexicano - Keller" bei Adi Jüstel, nächst den Salzburger Festspielhäusern, mit Rudi Wilfer, Friedrich Gulda, der vom "Goldenen Hirschen" aus den Festspielen die lange Nase zeigte, und Michael Honzak belebten den Festspielsommer und bleiben ein unvergesslicher Gewinn und Wegbereiter für die späteren hochsubventionierten kommerziellen Jazzfestivals in Salzburg.
Sein Bruder Manfred Josel ist an der Kunstuniversität Graz Lehrer für Jazz Schlagzeug. Mit dem legendären Josel Trio (Rudolf Josel tb, Manfred Josel dm, Anton Bärnthaler b) war er Preisträger bei verschiedenen Jazz-Festivals in Zürich, Wien, Prag und Nürnberg. Aufnahmen mit Friedrich Gulda MPS-Villingen. 2. Preis beim intern. Jazzwettbewerb F. Gulda in Wien 1966. Konzerte mit Sonny Stitt, Dexter Gorden, Bob Berg, Herb Ellis, Randy Brecker, Johnny Griffin, Slide Hampton, Maynard Ferguson, J.J. Johnson, Cannonball Adderley, Clark Terry, Ed Thigpen, Niels-Henning Ørsted Pedersen, Sir Charles Thompson, Harry Sweets Edison, Barney Kessel, Warren Vaché, Oscar Klein, Romano Mussolini, Jeff Clayton, George Masso etc. etc. 
Im April 2014 beging Rudolf Josel seinen 75. Geburtstag gemeinsam mit seinem Bruder Manfred (dessen 70-er) mit zwei Festkonzerten im Wiener Jazzland, bei denen Christoph Pepe Auer sax, Dejan Pečenko p und Klaus Melem b ein herausragendes Quintett komplettierten.

## Auszeichnungen
- 2008: Großes Silbernes Ehrenzeichen für Verdienste um die Republik Österreich[1]